# Středisko krátkých textových zpráv
Středisko krátkých textových zpráv (anglicky Short Message Service Center, SMSC), též ústředna krátkých textových zpráv nebo SMS centrum, je prvek v síti mobilních telefonů, který zajišťuje dopravu SMS (krátkých textových zpráv). Jeho nejlépe viditelnou funkcí pro uživatele mobilního telefonu je ukládání zpráv pro příjemce, který má vypnutý mobilní telefon, je mimo dosah sítě nebo jehož telefon má plnou paměť pro SMS zprávy. SMS centrum také umožňuje připojení dalších služeb, které rozesílají, přijímají nebo archivují SMS, jako je posílání informací o zmeškaných příchozích hovorech, rozesílání jednorázových kódů pro přihlašování do elektronického bankovnictví, příjem zpráv sloužících pro hlasování v soutěžích nebo dárcovských SMS. Protokoly pro přenos SMS jsou však navrženy tak, že se bez SMS centra neobejdou.
První SMS centra byla nasazena v sítích GSM v roce 1993 a díky komerčnímu úspěchu služby SMS byla implementována v naprosté většině sítí mobilních telefonů včetně analogových sítí NMT, což přineslo rozkolísanost názvosloví i v angličtině; 3GPP/GSM standardy nejčastěji používají název Short Message System Service Centre (SMS-SC), standardy 3GPP2/ANSI používané v sítích s technologií CDMA2000 dávají přednost názvu SMS Message Centre (MC).

## Funkce
Pokud telefonní účastník pošle SMS jinému účastníkovi, zpráva je doručena do SMS centra v domovské síti odesilatele (adresa SMS centra je uložena na SIM kartě, případně v konfiguraci telefonu). SMS centrum zprávu uloží, a pošle potvrzení o jejím převzetí („zpráva byla odeslána“). Následně je zpráva poslána buď přímo (standardní postup v GSM) nebo přes SMS centrum příjemce (časté v severoamerických sítích, nebo pokud má příjemce zapnuto archivování zpráv či jinou podobnou službu – tak zvaný SMS home routing) na mobilní telefon příjemce. Této metodě dopravy zpráv se říká store and forward. Pokud je mobilní telefon příjemce nedostupný (vypnutý nebo mimo signál), bude zpráva určitou dobu uchována v SMS centru a bude doručena okamžitě po přihlášení příjemcova mobilu do sítě. Příliš staré zprávy se ovšem mažou. Pokud má mobilní telefon příjemce plnou paměť, může mu SMS centrum odeslat zprávu, která se pouze zobrazí na displeji, že je potřeba uvolnit paměť smazáním nějaké zprávy.
Podrobněji se po napsání textu SMS a stisknutí tlačítka Send provedou následující činnosti:

### Odeslání zprávy
1. Mobilní telefon doplní adresu SMS centra, kterou má uloženu na SIM kartě (případně v konfiguraci mobilu), obvykle je to SMS centrum v domovské síti odesilatele
2. Mobilní telefon odvysílá SMS přes BTS a BSC, ke které je připojen, na MSC, ke kterému je zaregistrován
3. MSC odešle zprávu na SMS-IWMSC (SMS-InterWorking MSC) s adresou z bodu 1, které představuje rozhraní pro připojení SMS centra do mobilní sítě
4. SMS-IWMSC zkontroluje zprávu, k čemuž může použít i dotaz na jejího odesilatele směrovaný na jeho HLR, a předá zprávu SMS centru
5. Pokud má uživatel předplacenou kartu, SMS centrum ihned strhne částku za SMS z účtu
6. SMSC centrum zprávu uloží a zpátky odešle potvrzení o jejím převzetí

### Doručení zprávy
1. SMS centrum pošle prostřednictvím SMS-GMSC (SMS-Gateway MSC) dotaz na HLR adresáta zprávy
2. HLR vrátí informaci, ke kterému MSC je adresát zaregistrovaný, jestli je připojený a jestli jeho mobil může přijímat SMS
3. SMS centrum na základě informací odešle zprávu před SMS-GMSC na MSC, na kterém je zaregistrovaný adresát
4. MSC pošle zprávu přes BSC a BTS na mobil adresáta
5. mobil adresáta potvrdí přijetí zprávy, MSC toto potvrzení předá SMS centru
6. pokud byla zpráva v pořádku doručena a odesilatel nemá předplacenou kartu, SMS centrum vygeneruje záznam, na základě kterého je zpráva zpoplatněna
7. pokud nebyla zpráva v pořádku doručena a odesilatel má předplacenou kartu, je mu dříve stržená cena zprávy refundována
8. SMS centrum smaže uloženou zprávu, a pošle doručenku (pokud o ni bylo požádáno)

SMS-IWMSC a SMS-GMSC bývá často realizováno jenom procesem běžícím na stroji s SMS centrem. V ANSI sítích se tyto komponenty vůbec považují za jeden celek SMS centrem.

### Doba platnosti zprávy
Pokud je mobilní telefon příjemce nedostupný nebo má plnou paměť, bude zpráva uložena v SMS centru. Odesilatel může určit, po jaké době má být zpráva smazána. Pokud se tak nestane, uplatní se implicitní doba platnosti, která je nastavena v SMS centru pro všechny zprávy. Tato doba bývá zpravidla několik málo dní.

### Doručenka
Díky použití metody store and forward nemá odesilatel bezprostřední kontrolu, že zpráva byla příjemci doručena. Odesilatel si proto může vyžádat doručenku, která jej bude informovat, že původní zpráva byla doručena příjemci, nebo že nemohla být doručena a byla smazána. Mnoho mobilních telefonů však vyžádání doručenky neumožňuje; i v takovém případě bývá možné si doručenku vyžádat vložením určité posloupnosti znaků na začátek textu zprávy. Tuto vlastnost však musí podporovat SMS centrum operátora odesilatele zprávy. Vlastní doručenka může mít speciální formát (status report) nebo může mít podobu normální textové zprávy a ve většině sítí je bezplatná.